# 愛知県道425号外貝津先林線
愛知県道425号外貝津先林線（あいちけんどう425ごう そとかいづせんばやしせん）は、愛知県北設楽郡東栄町を通る元一般県道である。
現在は大部分が国道473号の一部に組み込まれ、残りは東栄町の町道になっている。

## 概要

### 路線データ
- 起点：愛知県北設楽郡東栄町大字中設楽字外貝津
- 終点：愛知県北設楽郡東栄町大字中設楽字先林

## 沿革
- 1959年（昭和34年）12月15日 認定

## 地理

### 通過する自治体
- 愛知県
  - 北設楽郡東栄町

### 沿線・周辺
- 東栄御殿簡易郵便局